# Taizonia andreevi
Taizonia andreevi es una especie de insecto coleóptero de la familia Chrysomelidae.
Fue descrita científicamente en 1985 por Gruev.